# تیلاپیای موزامبیکی
تیلاپیای موزامبیکی (نام علمی: Oreochromis mossambicus) نام یک گونه از تبار سیکلیدهای تیلاپیایی است.